# Agregador de críticas
Um agregador de críticas (também podendo ser descrito como agregador de resenhas, agregador de reviews ou agregador de análises) é um sistema que reúne críticas de produtos e serviços como filmes, livros, jogos eletrônicos, softwares, hardwares, carros, entre outros. O sistema permite que usuários comparem facilmente várias críticas a um mesmo produto, com muitos agregadores calculando uma média do teor das revisões, geralmente baseada em um valor numérico que cada autor pode conferir a sua crítica.
Sites de agregadores de críticas começaram a surtir efeitos econômicos para empresas que criam ou gerenciam itens que podem ser criticados, sendo certo haver uma forte relação entre vendas e pontos em agregadores. Como exemplos do tipo, temos o Metacritic e o Rotten Tomatoes, ambos sites que agregam revisões tanto de críticos quanto de usuários.